# 全国高等学校野球選手権三岐大会
全国高等学校野球選手権大会三岐大会（ぜんこくこうとうがっこうやきゅうせんしゅけんたいかいさんぎたいかい）は、1948年（第30回）から1974年（第56回）まで行われていた全国高等学校野球選手権大会の岐阜県および三重県を対象とした地方大会である。

## 概要
岐阜県と三重県は1947年（第29回）までは、愛知県ともに東海大会として3県で代表を争っていたが、愛知県が1県1代表制に移行したため2県で争われることとなった。1975年（第57回）から岐阜・三重両県とも1県1代表制に移行したため1974年（第56回）を最後に消滅した。通算成績は岐阜15勝、三重8勝だった。

## 大会結果
| 年度（大会）         | 優勝校（代表校）   | 決勝スコア | 準優勝校           |
| -------------------- | ------------------ | ---------- | ------------------ |
| 1948年（第30回大会） | 岐阜一（岐阜）     | 8 - 4      | 多治見工（岐阜）   |
| 1949年（第31回大会） | 岐阜（岐阜）       | 4 - 1      | 四日市（三重）     |
| 1950年（第32回大会） | 長良（岐阜）       | 4 - 3      | 岐阜工（岐阜）     |
| 1951年（第33回大会） | 大垣北（岐阜）     | 4 - 1      | 松阪北（三重）     |
| 1952年（第34回大会） | 岐阜工（岐阜）     | 6 - 2      | 上野（三重）       |
| 1953年（第35回大会） | 津（三重）         | 8 - 1      | 多治見工（岐阜）   |
| 1954年（第36回大会） | 岐阜（岐阜）       | 4 - 0      | 宇治山田（三重）   |
| 1955年（第37回大会） | 四日市（三重）     | 11 - 1     | 岐阜商（岐阜）     |
| 1956年（第38回大会） | 岐阜商（岐阜）     | 5 - 1      | 岐阜工（岐阜）     |
| 1957年（第39回大会） | 岐阜商（岐阜）     | 1 - 0      | 多治見工（岐阜）   |
| 1959年（第41回大会） | 松阪商（三重）     | 5 - 3      | 大垣商（岐阜）     |
| 1960年（第42回大会） | 岐阜商（岐阜）     | 9 - 1      | 上野商工（三重）   |
| 1961年（第43回大会） | 岐阜商（岐阜）     | 6 - 1      | 津商（三重）       |
| 1962年（第44回大会） | 岐阜商（岐阜）     | 1 - 0      | 三重（三重）       |
| 1964年（第46回大会） | 岐阜商（岐阜）     | 4 - 3      | 岐阜東（岐阜）     |
| 1965年（第47回大会） | 海星（三重）       | 8 - 3      | 岐阜短大付（岐阜） |
| 1966年（第48回大会） | 三重（三重）       | 2 - 0      | 四日市（三重）     |
| 1967年（第49回大会） | 四日市（三重）     | 1 - 0      | 岐阜短大付（岐阜） |
| 1969年（第51回大会） | 三重（三重）       | 5 - 2      | 県岐阜商（岐阜）   |
| 1970年（第52回大会） | 岐阜短大付（岐阜） | 6 - 4      | 木本（三重）       |
| 1971年（第53回大会） | 県岐阜商（岐阜）   | 12 - 1     | 長良（岐阜）       |
| 1972年（第54回大会） | 海星（三重）       | 4 - 3      | 三重（三重）       |
| 1974年（第56回大会） | 中京商（岐阜）     | 4 - 0      | 中津商（岐阜）     |

## 2020年 岐阜県・三重県高等学校野球交流試合
2020年に開催予定の第102回全国高等学校野球選手権大会が新型コロナウイルス感染症（COVID-19）の流行により、本大会と全ての地方大会が中止となった事に伴う代替大会となった「2020年三重県高等学校野球夏季大会」優勝のいなべ総合と「2020夏季岐阜県高等学校野球大会」優勝の大垣日大による交流試合が行われた。
- 2020年8月17日（長良川球場）

|                    | 1 | 2 | 3 | 4 | 5 | 6 | 7 | 8 | 9 | R | H  | E |
| ------------------ | - | - | - | - | - | - | - | - | - | - | -- | - |
| 大垣日大（岐阜）   | 0 | 0 | 1 | 0 | 2 | 1 | 1 | 4 | 0 | 9 | 13 | 2 |
| いなべ総合（三重） | 1 | 2 | 3 | 0 | 0 | 1 | 0 | 0 | 1 | 8 | 8  | 1 |